# Бреретон, Уильям, 3-й барон Бреретон
Сэр Уильям Бреретон (англ. Sir William Brereton; 4 мая 1631 — 17 марта 1680) — английский аристократ, 3-й барон Бреретон в пэрстве Ирландии с 1664 года. В 1659 году заседал в Третьем парламенте протектората, в 1660 был избран в Палату общин первого парламента короля Карла II.

## Биография
Уильям Бреретон принадлежал к старинному и влиятельному рыцарскому роду из Чешира, представители которого с XII века жили в усадьбе Бреретон и с 1547 года представляли своё графство в Палате общин. Он родился в 1631 году в семье Уильяма Бреретона, 2-го барона Бреретона в пэстве Ирландии, и его жены Элизабет Горинг. Во время гражданской войны эта семья встала на сторону короля, и в 1644 году Уильям-младший был арестован парламентскими военными в Биддульф Хаусе вместе со своими родителями. Вскоре его выпустили на свободу. Дед Бреретона по матери Джордж Горинг, 1-й граф Норвич, в 1646 году устроил его на обучение в академию в Бреде в Нидерландах; впоследствии современники считали Уильяма «весьма образованным джентльменом».
Во времена Республики Бреретона считали неблагонадёжным — в том числе из-за его женитьбы на дочери пресвитерианина и роялиста барона Уиллоуби из Пархема. Тем не менее в 1659 году он был избран  парламента как представитель Ньютона. Сразу после Реставрации в 1660 году Бреретон стал депутатом Палаты общин, где принадлежал, по-видимому, к пресвитерианской оппозиции.
В 1664 году, после смерти отца, Бреретон унаследовал баронский титул и родовые владения. При этом выяснилось, что семейного имущества недостаточно для поддержания высокого статуса. После смерти тестя в 1666 году барон и его свояк Ричард Джонс добивались выплаты им денег, которые казна задолжала Уиллоуби, и в 1674 году лорд-казначей одобрил выдачу Бреретону 4200 фунтов стерлингов. Барон умер 17 марта 1680 года и был похоронен в Сен-Мартин-ин-Филдс.
Барон был женат на Фрэнсис Уиллоуби, дочери Фрэнсиса Уиллоуби, 5-го барона Уиллоуби из Пархема, и Элизабет Сесил. В этом браке родились сыновья Джон и Фрэнсис, четвёртый и пятый бароны Бреретон соответственно.